# Верцингеторикс
Версенжеторикс (на латински: Vercingetorix) е известен галски вожд от племето арверни. Името му на галски език означава „Водач на сто копиеносци“. През I век пр. Хр. римските войски започват завоюването на Галия и подчиняват галските племена. Отказвайки да им се подчини, Келтил – вожд на арверните – е убит и изгорен публично пред очите на сина си, младия Верцингеторикс. Момчето е отгледано и възпитано дълбоко в галските гори от друидите.
Той е посветен в бойното изкуство от главния им жрец Гутуар, като мечтата му е да се върне в свободна Галия. През 52 г. пр. Хр. му се е отдава възможност да се противоспостави на римляните като съюзява галските племена при реките Лоара, Сена и Гарона. Това обединение заплашило римляните да загубят всички завоевания, постигнати от Юлий Цезар. Цезар незабавно предприел решителни мерки за въстанието. Галите се сражавали ожесточено, но техните войски не можели да победят организираните и изкусно ръководени римски легиони. След няколко големи поражения Версенжеторикс се баракадирал в Алезия, където войската на Юлий Цезар го е обсадила. След много премеждия Цезар спечелва битката при Алезия, а падането на крепостта води до разцепването на крехкото единство на галското обединение и до неизбежната му гибел. Верцингеторикс е принуден да се предаде, за да спаси галите. Победеният галски предводител бил част от триумфа на Цезар в Рим. След като пристига в столицата, пленникът е бил хвърлен в затвора Мамертинска тъмница (Tullianum), където прекарва последните 6 години от живота си. През 46 г. пр.н.е. по заповед на Цезар е ритуално удушен.